# Gyomaendrőd

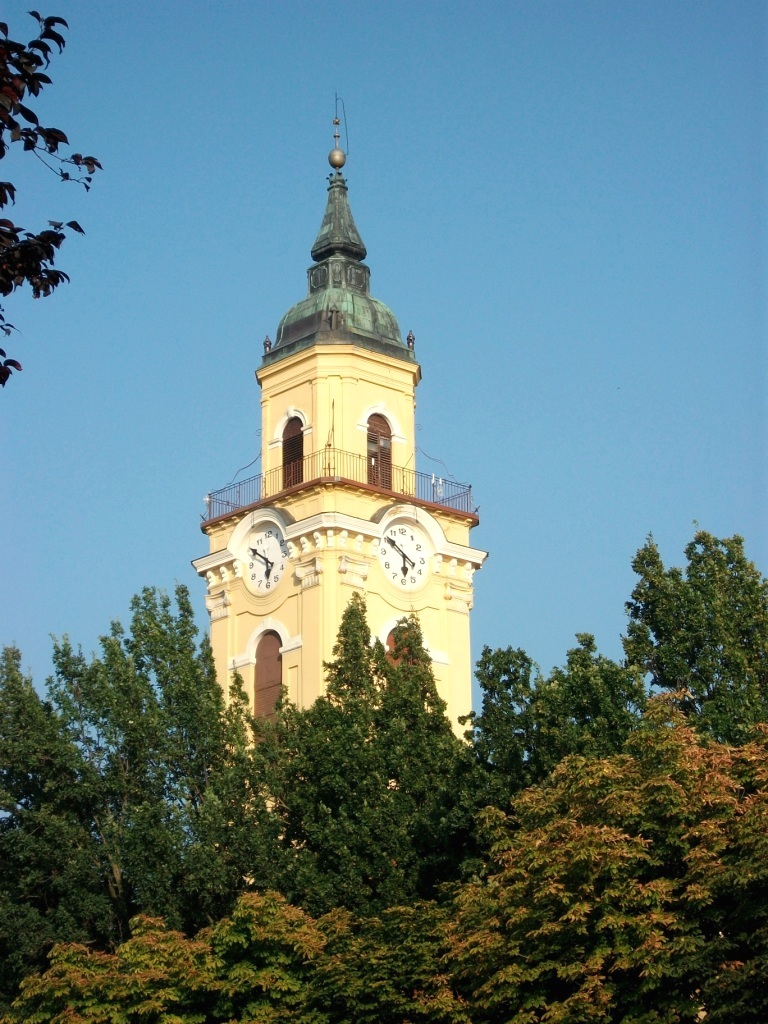
A gyomai református templom tornya

Gyomaendrőd város Békés vármegyében, a Gyomaendrődi járás székhelye.

## Etimológia
A város neve Gyoma és Endrőd településrészek neveinek összevonásából keletkezett.
Gyoma a régi magyaroktól használt személynév volt. A Szinnyei Merse család ősét pl. Gyomának hívták. Gyoma község tehát első Gyoma nevű tulajdonosától vagy lakosától vette nevét.
Endrődöt Endre nevű tulajdonosáról vagy lakosáról nevezték el.

## Fekvése
A város Békés vármegye északi részén, a Békési-sík északi peremén, a Hármas-Körös bal partján, a Szolnok–Túri-sík és a Körös menti sík szomszédságában fekszik.
A szomszédos települések: észak felől Túrkeve, északkelet felől Dévaványa, kelet felől Körösladány, délkelet felől Csárdaszállás és Mezőberény, dél felől Hunya, délnyugat felől Örménykút és Szarvas, északnyugat felől pedig Mezőtúr.

### Megközelítése
Közúton Békéscsaba vagy Szolnok felől a 46-os, Szarvas felől a 443-as főútról érhető el. Dévaványa irányából a 4231-es, Körösladány felől a 4232-es út vezet a városba; Kondorossal és Szentessel a 4642-es út köti össze. Déli határszélét érinti még a Mezőberény-Szarvas közti 4641-es út is.
Vonattal a MÁV 120-as számú (Budapest–)Szolnok–Békéscsaba–Lőkösháza-vasútvonalán, illetve a 127-es számú Körösnagyharsány–Vésztő–Gyoma-vasútvonalon érhető el. Gyoma vasútállomás a 120-as vonalon Nagylapos megállóhely és Csárdaszállás vasútállomás között, a 127-esen pedig Dévaványa vasútállomás - Kősziget után található.
2014. október 22-én átadták a 46-os főút és korszerűsített 120-as vasútvonal közúti aluljáróját.

## Története
A település 1982-ben jött létre Gyoma és Endrőd települések egyesülésével. A városi rangot 1989-ben kapta meg.

### Helyi mondák
Szájról szájra terjed, sokaknak ismerős a gyomaiak karórágó és az endrődiek vacer csúfneve. Eredetükről azonban kevesen tudnak. A két városrész lakosai, a gyomaiak és az endrődiek, mindig is nagy ellentétben álltak egymással. Határaik jóval egybeolvasztásuk előtt közvetlenül összeértek, ami már önmagában ellenségeskedésre ad okot, nem csoda hát, hogy csúfnevet adtak egymásnak.
A karórágók: Úgy mesélik, hogy se a gyomaiak, se az endrődiek nem elégedtek meg a területeikkel, és a faluhatárokat jelző karókat mindig ki-ki saját javára arrébb helyezte. Egyszer azonban az endrődiek kitalálták, hogy a karókat bekenik trágyával. Így aztán mikor a gyomaiak arrébb tették, a kezük nyoma rajtamaradt a karón, és úgy nézett ki, mintha beleharaptak volna a karóba. Így lett a nevük karórágó.[forrás?]
A vacerok: Gyomaendrőd területét rendkívül erős gátak védik. Szükség is van rá, mert a Hármas-Körös árvíz idején igencsak megárad. Régen azonban nem voltak jó gátak, így a víz gyakran komoly károkat okozott a házakban. Egyszer ezekben az időkben, mikor még osztrák fennhatóság alá tartozott az ország, az árvízkárok miatt az endrődiek segélyt kértek, és a következőt mondták: „Kiöntött a Vacer” (Wasser ’víz’ németül) A gyomaiak ezért hívják őket ma is vacernak.[forrás?]
Helyi elbeszélések szerint az ellentétek olyan mérvűek voltak, hogy időszakonként, amikor a két település legényei átjártak udvarolni a másik helység lányaihoz, a helyi fiatal férfiak, érdekeik védelmében esetenként bicskázásig is elmentek. Szintén autentikus forrás szerint a gyomai emberekre aggatott „karórágó” gúnynév – mint másik magyarázat – onnan ered, hogy a két falu határába szomorúfűzfa-sort telepítettek az elválasztás érdekében. Mivel minden megművelhető terület számított, ezért a gyomaiak egyik este lenyesték az ő oldalukon lévő terebélyes fűzfaágakat, így egy keskeny, de hosszan elnyúló, ezáltal viszonylag nagy, megmunkálható területet szereztek. Ezt a leleményességet az endrődiek rossz szemmel nézték, és a „karórágó” gúnynévvel igyekeztek kompenzálni. (saját gyomai nagyszülői forrás)
A „vacer” kifejezés az elődökre jellemző ejtéskönnyítés eredménye is lehet – tartja a szóbeszéd. Endrőd lakossága ugyanis jellemzően betelepült szerbek leszármazottjaiból állt, akiket „vad szerbek”-nek neveztek el. Az egyszerűsítés elve mentén, a könnyebb és gyorsabb kiejtés végett az egyben kimondott „vadszerb” kifejezésben a „dsz” helyére „c” lépett, a szó végi „b” elmaradt, így keletkezett a vacer vagy vacerek. (saját endrődi nagyszülői forrás)

### Gyoma
Gyoma nevét 1332-ben említették először az oklevelek Gama néven, midőn papja, Pál, 5 garast fizetett a pápának. Temploma minden szent tiszteletére volt avatva.
1338-ban Gyuma-nak írták nevét, ekkor Gyomai Bethlen fiainak, az iktári Bethlen-ek őseinek birtoka volt.
Egy ekkor kelt oklevélben Tamás erdélyi vajda utasította őket, hogy ne zavarják a szomszédos Ege helységbe települőket. (Ege ma puszta Gyomától délkeletre.)
Gyoma már a XIV. század elején falu volt és plébániával bírt. 1421-ben Zsigmond király Neczpáli Györgynek és iktári Bethlen Miklósnak és Péternek adományozta a huszita háborúkban szerzett érdemeikért; a XV. században a Dóczyak lettek Gyoma urai.
A török uralom előtt Gyoma határa szűk volt. 1425-i határjárása szerint keletről az Őzedhalomtól a Keselyűshalomig terjedő vonal különböztette meg Egétől. Nyugat felé sem terjeszkedhetett, mert közte és Endrőd közt még ott volt Nyárszeg. E kis határon az 1413—96 években 3 puszta volt: Őzed, Miklóslaka és Téglástelek.
- 1552-ben hét,
- 1553-ban 15,
- 1556-ban 22,
- 1560 23,
- 1562-ben 19 kapu után fizettek lakosai adót.[3]

1562-ben húsz itt lakó jobbágynak (férfi) volt vetése, 7-nek pedig nem.
Az 1557-58. évi defter szerint 25 ház volt benne.
Az 1563. évi összeírás szerint 27 jobbágycsalád lakott Gyomán. A családok Dezső, Erdős, Kettős, Szécsény stb. neveket viseltek.
1564-ben vagy leégett Endrőd vagy csak elmenekültek a lakosai.
A reformáció nyomán a 17. században református vallású lakosai voltak. 1685-ben a lakosai valamiért elmenekültek; 1698-ban a kincstári tiszttartó Gyomán húsz elpusztult házhelyet számlált meg.
A 17. században a határán még 3 helység volt: Ege, Pó és Nyárszeg, ezek azonban 1682-ben egészen elpusztultak s ma csak a hasonnevű pusztákban maradt fenn nevük.
1705 körül a rácok egészen elpusztították, lakói elszéledtek és csak 1719-ben szállingóztak vissza. Népessége 1719-ben legfeljebb 150 fő, ami viszont gyorsan gyarapodott.
1729-ben a tisztán református vallású gyomai lakosok vályogból új templomot építettek maguknak. 1775-ben még nagyobb templomot építettek, de ugyancsak csak vályogból. 1791-ben pedig tornyot építettek mellé.
Az 1739-es pestisben 485 ember halt meg.
1750-ben már nem volt elég eddigi határuk jószágaik tartására, ezért bérbe vették Póhalmot is. Ebből a határból 1773-ban 3495 holdat műveltek.
1773-ban 191 telkes jobbágy, 10" házas zsellér, 81 házatlan zsellér, 18 iparos és 1 kereskedő család, vagyis mintegy 1490 ember lakta. A házak száma ekkor 330.
A Körösön 1795-ben Gyoma községe hidat épített.
Leírás a településről a 18. század végén:
```
"GYOMA: Magyar falu Békés Vármegyében, földes Ura B. Harukker, és G. Teleky Uraságok, lakosai leginkább reformátusok, fekszik Körös vize mellett, Endréddel által ellenben, Szarvashoz egy jó mértföldnyire, legelője száraz időben minden marháinak elég, szántó földgyei termékenyek, réttyei többnyire jók, szőleji számossak, valami kevés nádgya is van, vízi malma nintsen, és fája sints, piazozása meszsze, mind azon által határjának termékeny voltához képest, első Osztálybéli."
 		
(
Vályi András
: 
Magyar országnak leírása
, 
1796
–
1799
)
```

1798-ban a Harruckern-örökösök Gyomát a szarvasi rátához osztották s így került a gróf Stockhammer család kezére. Nevezetesen 1806-ban gróf Stockhammer Ferdinándé lett. De 1829-ben vagyonát s közte Gyomát is zárlat alá vették, s amint az alól felszabadult Gyomát 1836-ban haszonbérbe adta Szitányi Ulmann Francziskának, Wodiáner Móricz nejének. 1839-ben pedig ugyanennek eladta.
1830-ban mezőváros lett. 1840-től kezdve az egyik megyei esküdt itt lakott, 1877-ben pedig szolgabírói székhely lett.
A zsidók száma 1852-ben 139-re emelkedett, majd 1868-ban zsinagógát építettek.
A házak száma Gyomán:
- 1827-ben 736
- 1850-ben 1107
- 1890-ben 1807 volt.

Népessége:
- 1827-ben 5244
- 1852-ben 7806
- 1890-ben 10 867 fő.

1891-ben 10867 magyar és 596 német lakossal, melyek közül 9038 református vallású volt. Gyoma a járási szolgabírói hivatal székhelye volt ekkor; járásbírósággal és adóhivatallal, takarékpénztárral, alsófokú ipariskolával, Wodianer-féle árvaházzal, könyvnyomdával, két tégla- és cserépgyárral, három gőzmalommal, vasúti állomással, posta- és távíróhivatallal és postatakarékpénztárral rendelkezett. Itt jelent meg a Gyakorlati Bibliamagyarázatok című lap (XIII. évf., szerk. Garzó Gyula). Lakói ekkoriban leginkább földművelők voltak, akik sok jó gabonát, gyümölcsöt termeltek és állattenyésztéssel foglalkoztak. Kereskedelme is élénk volt a XIX. század végén. Termékeny határa 22399 ha-ra rúgott.

### Endrőd
A legrégibb megyei községek közé tartozik.
1425-ben fordul elő először a neve, de már akkor jelentős község lehetett. Lakosai ezelőtt mind nemesi kiváltsággal bírtak.
A 15-16. században: Balassa, Bereczky, Bernóthy, Both, Botos, Dienes, Eszes, Farkas, Fodor, Haranghy, Harasztos, Kamuthy, Keresszegi, Kis, Köre, Kövér, Nemes, Seres, Vasas és Veres nevű családok lakták Endrődöt. Közülük többnek tagjai a vármegye alispánjai, szolgabírái, országgyűlési követei voltak.
Az 1563-i jobbágy összeírásból Endrőd, mint túlnyomó részben nemesi község, kimaradt. 1557—8 defterből azonban tudjuk, hogy 35 ház volt benne, s így lakossága 70 családra tehető.  
A 16. század közepén némely gazdagabb család jobbágyokat is telepített az addig csupán nemesektől lakott faluba.
1598-ban lakatlanná vált, majd 1685-ben újra elpusztult.
1703-ban a rácok dúlták fel  és csak 1718-ban kezdett újraépülni; később Detváról, Zsaluzsánból, Csabáról és Nógrád némely vidékéről számos tót települt be, akik azonban még a 18. században elmagyarosodtak.
A 18. században a gyulai jószágkormányzó hozzácsatolta a tölgyi pusztát és Nyárszegnek nagyobb részét. 1751-pen Harruckern Ferenc adta a lakosoknak Kis-Kondorost, tíz év múlva pedig haszonbérbe adta nekik a simai pusztát. Így emelkedett Endrőd határa 26 029 (1200 öles) holdra, melyből 11 788 volt használható szántásra, a többit pedig legelőnek használták.
A Körös áradása néha-néha nagy kárt okozott a faluban, s 1748 körül Harruckern Ferenc a lakosokat a Köröstől távolabb egy pusztára akarta kiköltöztetni, de ebbeli szándéka a lakosok ellenállásán meghiúsult. Így aztán az 1750-es évek elején a régi templomot elbontva, új, mennyezetes templomot építtetett, s így a község régi helyén maradt. Mivel a gyorsan szaporodó népességnek egy fél század múlva már e templom is kicsiny volt, az 1799—1805 években a Harruckern-örökösök és a katolikus hívek egy bolthajtásos templomot építettek a régi templomtól délre, az áradásoktól védett helyen.
1732-ben 251 ember lakott Endrődön; 1764-ben már 1222-re emelkedett a lakosok száma.
1773-ban 191 telkes jobbágy, 74 házas zsellér, 90 házatlan zsellér, 15 iparos és egy kereskedő család, vagyis mintegy 1855 ember lakott itt 266 házban.
Leírás a településről a 18. század végén:
```
"ENDRŐD: Magyar falu Békés Vármegyében, földes Ura Báró Harucher Uraság, lakosai katolikusok, fekszik Gyoma, és Ötsödhöz nem meszsze, ’s a’ Gyulai Uradalomhoz tartozik, szántó földgyei többnyire jók, réttyei hasonlóképen, legelője számos gulyabéli marháiknak alkalmatos, szántó földgyeinek némelly része ugyan az áradások alá vagyon vertetve, és néhol salétromos, fája, nádgya sem sok, malma tsekély, piatzozása pedig távol lévén, második Osztálybéli."
 		
(
Vályi András
: 
Magyar országnak leírása
, 
1796
–
1799
)
```

Endrőd 1891-ben csinos nagyközség volt Békés vármegye gyomai járásában, 1807 házzal és 10 898 magyar lakossal, 2 gőzmalommal, postahivatallal és postatakarékpénztárral.
Endrődön történt 1935. március 20-án a 8 halálos áldozatot követelő endrődi sortűz.
2014 decemberében 1200 darab repeszbombát találtak fémkeresős civil személyek Gyomaendrőd határában a Torzsási-holtágnál, melyek SD-1 típusú robbanóanyagot tartalmaztak. A robbanószereket a Magyar Honvédség tűzszerészei elszállították a helyszínről.

## Közélete

### Polgármesterei
| Polgármester | Polgármester      | Polgármester                   |
| ------------ | ----------------- | ------------------------------ |
| 1990–1994    | Dr. Frankó Károly | nem ismert                     |
| 1994–1998    | Dr. Frankó Károly | MSZP-MDF-KDNP-BVT-GAZDK.-GYEIP |
| 1998–2002    | Dr. Dávid Imre    | független                      |
| 2002–2006    | Dr. Dávid Imre    | független                      |
| 2006–2010    | Várfi András      | Fidesz-KDNP-Gazdakörök         |
| 2010–2014    | Várfi András      | Fidesz-KDNP                    |
| 2014–2019    | Toldi Balázs      | Körösök Vidékéért Egyesület    |
| 2019–2024    | Toldi Balázs      | független                      |
| 2024–        | Toldi Balázs      | független                      |

## Népesség
A település népességének változása:
| Lakosok száma | 13 688 | 13 456 | 12 784 | 12 639 | 12 155 | 12 144 | 12 003 |
|               | 2013   | 2014   | 2019   | 2021   | 2022   | 2023   | 2024   |

2001-ben a város lakosságának 98%-a magyar, 1%-a cigány és 1%-a egyéb (főleg német, román és szlovák) nemzetiségűnek vallotta magát.
A 2011-es népszámlálás során a lakosok 84,4%-a magyarnak, 4,5% cigánynak, 1,2% németnek, 0,2% románnak, 0,2% szlováknak mondta magát (15,6% nem nyilatkozott; a kettős identitások miatt a végösszeg nagyobb lehet 100%-nál). A vallási megoszlás a következő volt: római katolikus 25,3%, református 10,8%, evangélikus 1,3%, felekezeten kívüli 35,2% (26,3% nem nyilatkozott).
2022-ben a lakosság 89,5%-a vallotta magát magyarnak, 1,1% cigánynak, 0,9% németnek, 0,1-0,1% románnak, szlováknak és ukránnak, 1,8% egyéb, nem hazai nemzetiségűnek (10,4% nem nyilatkozott; a kettős identitások miatt a végösszeg nagyobb lehet 100%-nál). Vallásuk szerint 17,3% volt római katolikus, 8,3% református, 1,2% evangélikus, 0,9% egyéb keresztény, 1% egyéb katolikus, 0,2% görög katolikus, 33% felekezeten kívüli (37,9% nem válaszolt).

## Nevezetességei

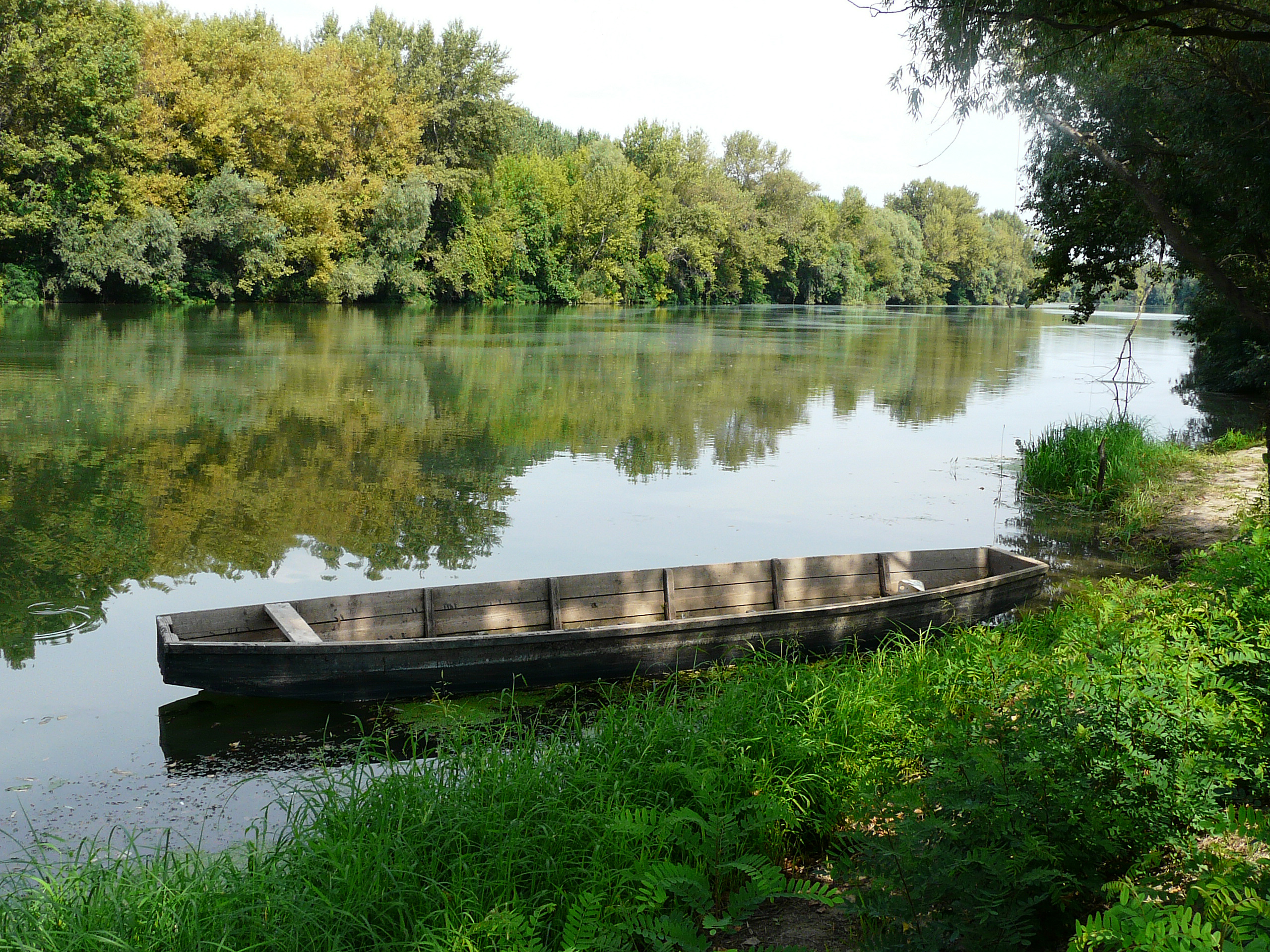
A Körös Gyománál

- Természetvédelmi területek: Torzsás-zug, Népliget
- Kner Nyomdaipari Múzeum (az egykori Kner-házban)
- Városi Múzeum helytörténeti gyűjteménnyel
- Városi Képtár
- Tájház (egykori Gazdaház)
- Római katolikus templom az egykori Endrőd területén (copf stílusú)
- Református templom az egykori Gyoma területén (copf stílusú)
- Liget Fürdő (Termálfürdő az Erzsébet ligetben)
- Gettó-emléktábla, az egykori Árvaház falán
- Gyomai zsidó temető és holokauszt-emlékmű a vasút mellett (2003)
- Endrődi zsidó temető, Dobó utca (rossz állapotban)

## Gasztronómia, turizmus, és egyéb rendezvények
1996 óta itt rendezik meg a Nemzetközi Volkswagen Bogár- és Buszparty-t vizes- locsolós autós felvonulással, hazai és külföldi vendégekkel. 1999 óta minden évben itt rendezik meg a Nemzetközi Sajt- és Túrófesztivált, amelyen számos határon inneni és túli családi gazdaság népszerűsíti termékeit, valamint híres nemzetközi előadók és együttesek lépnek fel, valamint 1998 óta a Nemzetközi Halfőzőversenyt és 2004 óta a Paprikáskrumpli-főző versenyt, 2009 óta pedig a Disznótoros- és Böllérpálinka versenyt, amelyek nemcsak gasztronómiai élményeket nyújtanak, hanem betekintést engednek a a helyi hagyományokba is.

## Neves személyek
Itt született vagy egy ideig ide kötődő neves személyek:
- Dávidházi Bekes Sámuel (1789–1862) református lelkipásztor, Gyoma első történetírója
- Kálmán Farkas (Siómaros, 1838 – Gyoma, 1906) zenetörténész
- Bánfi Zsigmond (1857–1894) irodalomtörténész, fordító
- Gyomai Zsigmond (Gyoma, 1861 – Budapest, 1923) jogi író
- Kner Izidor (Gyoma, 1860 – Gyoma, 1935) nyomdász, a magyar könyvkiadás és könyvkötészet meghatározó alakja. 1882-ben alapította gyomai nyomdáját. Igényes, színvonalas munkáival hamarosan kitűnt a többi nyomda közül. A közgazdasági nyomtatványok készítése és forgalmazása jelentette számára a gazdasági alapot, ez tette lehetővé a könyvkiadást és a művészi báli meghívók forgalmazását.
- Rózsahegyi Kálmán (Endrőd, 1873 – Budapest, 1961) színművész, színészpedagógus, a Nemzeti Színház örökös tagja
- Mányi Gyuláné Prigl Olga (1876–1957) óvónő, 1893. november 1-jétől községi óvónő Gyomán
- Kató József (Gyoma, 1879 – Gyoma, 1926) költő, műfordító, szerkesztő.
- Pásztor János (Gyoma, 1881 – 1945) szobrász
- Vidovszky Béla (Gyoma, 1883 – Budapest, 1973) festőművész
- Kiss Lajos (Gyoma, 1888 – Szovjetunió, 1943 ?) nyomdász, kommunista forradalmár, író. Gyomai műhelyében kezdetben egyetlen kézisajtó volt csak. Először a kor ízlését tükröző báli meghívók tették ismertté (Röpke Lapok címen jelent meg e meghívókat tartalmazó mintakönyv). A nyomda az ő vezetése idején emellett a közigazgatási nyomtatványok terén is kitűnt (1898-tól kiadta a Közigazgatási Mintatárat).
- Papp Zsigmond (1888–1961) gazdálkodó, festő, szobrász. A református temető sírjain láthatóak szobrai. A gyomai református templom orgonája, az országzászló talapzata is keze munkáját őrzi.
- Kner Imre (1890–1945) nyomdász. A nyomdaalapító Kner Izidor elsőszülött gyermeke lipcsei tanulmányai után, tizenhét évesen lett a nyomda műszaki vezetője.
- Gyomai (Weinberger) Imre (Gyoma, 1894 – Párizs, 1962) író, újságíró
- Hunya István (Endrőd, 1894 – Budapest, 1987) író
- Kner Endre (Gyoma, 1896 – Don-kanyar, 1943) nyomdász, üzletember.
- Kner Erzsébet (Gyoma, 1897 – Chicago, 1998) tipográfus, Kner Izidor leánya
- Sebes Pál (1899–1938) magántisztviselő, pártmunkás
- Mágori (Varga) Erzsébet (Gyoma, 1911 – ?) író, kritikus, műfordító
- Haiman György (Budapest, 1914 – Innsbruck, 1996) nyomdász, tipográfus, egyetemi tanár, az irodalomtudomány kandidátusa. Kner Izidor elsőszülött unokája, tovább folytatta a Kner család magas színvonalú nyomdaművészetét. 1946–1967 között a Kner Nyomda vezetője, alkalmazott grafikus és könyvtervező. Feldolgozta a Kner és a Nagyszombati Nyomda történetét.
- Határ Győző (Gyoma, 1914 – 2009) Kossuth-díjas (1991) író, költő, műfordító, filozófus
- Honti Antal (1921–2008) grafikus. Saját lakásához épített galériája az 1980-as évektől a kortárs művészet bemutatását szolgálta. Képein megörökítette az 1960-as évek jellegzetes gyomai hangulatát, épületeit.
- Patkó Imre (1922–1983) újságíró
- Tímár Máté (Endrőd, 1922 – Budapest, 1999) író, költő
- Uhrin Benedek (Endrőd, 1922 – Budapest, 2015) énekes, dalszerző
- Kállai Ferenc (Gyoma, 1925 – Budapest, 2010) Kossuth-díjas (1973) színművész, rendező
- Keserű Jánosné Bérci Etelka (Gyoma, 1925 – 2018) közgazdász, belkereskedelmi miniszterhelyettes, könnyűipari miniszter (1971–1980 között), az MSZMP KB tagja
- Pál Lénárd (Gyoma, 1925 – Budapest, 2019) fizikus, az MTA tagja, egyetemi tanár (Kossuth-díjas, 1962)
- Szabó Ferenc (1926–2002) reaktorfizikus, villamosmérnök
- Sztanyik B. László (Endrőd, 1926 – 2012) sugárbiológus
- Benkőné Nagy Margit (Gyoma, 1928 – Budapest, 2007) művészettörténész
- Szilágyi Ferenc (Gyoma, 1928 – 2010) nyelvész, irodalomtörténész, író
- Debreceni Béláné Egri Katalin (Gyoma, 1932 – 2020) agrokémikus, a mezőgazdasági tudományok kandidátusa
- Gellai Imre (Endrőd, 1932 – 2017) közgazdász
- Gergely Ágnes (Endrőd, 1933 –) költő, író, esszéista, műfordító
- Kozma László (Gyoma, 1933 – 2013) fizikus
- Varga Lajos (Gyoma, 1933 – 2006) tornász
- Varjú Vilmos (1934–1994) súlylökő
- Túri-Kovács Béla (Endrőd, 1935 –) ügyvéd, politikus
- Fenákel Judit (Budapest, 1936 –) író, újságíró, gyermekkorát Endrődön töltötte.
- Márton Klára (Gyoma, 1936 – 2017) író
- Szilágyi István (Gyoma, 1937 – Budapest, 2020)
- Endrődi Szabó Zoltán (1939–) festő. Így vall hovatartozásáról: „Bár Gyulán születtem 1939-ben, s jelenleg Békéscsabán élek, szülőhelyemnek Endrődöt tartom. Édesapám előbb Polyákhalmon, majd Öregszőlőben, később Endrődön tanított. Itt voltam gyerek, itt jártam általános iskolába, itt csodálkoztam először a világra, itt eszméltem, innen indultam.”
- Iványi Miklós (Endrőd, 1940 – Budapest, 2013) építőmérnök
- Kunkovács László (Endrőd, 1942 –) fotóművész, etnofotográfus.
- Sóczó Elek (1942–) bognármester.
- Latorcai János (1944–) gépészmérnök, politikus. Szülei endrődiek, gyermekkorát Endrődön töltötte. Gyomaendrőd Város díszpolgára 2000.
- Rácz Béla (Endrőd, 1946 –)
- Izsó Lajos (Gyoma, 1947 –) pszichológus
- Endrődi Szabó Ernő (1948–1977) költő
- Dinya László (Endrőd, 1949 –) agrárközgazdász
- Koloh Elek (Gyoma, 1955 –) író, újságíró
- Gyuricza Csaba (Gyoma, 1973 –)agrármérnök, talajtani szakmérnök, egyetemi tanár
- Bíró-Balogh Tamás (Gyoma, 1975 –) irodalomtörténész, író
- Szujó Zoltán (Salgótarján, 1977 –) újságíró, sportriporter, gyermekkorát Gyomaendrődön töltötte
- Tótka Sándor (Mezőtúr, 1994. július 27. –) olimpiai, kétszeres világ- és háromszoros Európa-bajnok valamint ifjúsági olimpiai bajnok magyar kajakozó

## Testvérvárosai
- Nagyenyed, Románia (1993)[20]
- Schöneck, Németország (2003)[21]
- Pilzno, Lengyelország (2004)[22]
- Ruttka, Szlovákia[23]

## Sport
- Gyomaendrődi USE

A gyomaendrődi RUMBA TáncSport Egyesület táncklub őse 1972 tavaszán a gyomai Katona József Művelődési Ház egyik műkedvelő művészeti csoportjaként jött létre. A lelkes és vállalkozó szellemű fiatalokból álló klub a társastáncoknak egy külföldön már évek óta ismert és divatos, de itthon még nem igazán elterjedt formáját, a kifinomult versenystílus megismerését vállalta fel. Az elmúlt évtizedek alatt a klub működése Gyomaendrődön és környékén is népszerűvé tette a társastáncokat, hagyományt teremtett a társastáncok tanulásának, hangulatot adott a táncos estélyeknek és országos ismertséget szerzett a városnak is.
A művelődési ház fenntartásában töltött húsz év után az 1993-ban létrehozott Gyomaendrőd Társastánc Mozgalmáért Alapítvány keretében működött 2001 tavaszáig. A Magyar TáncSport Szakszövetség sportági szakszövetséggé alakulását követően a táncklub is önálló táncsport egyesületté vált. A nyolcvanas években felvett Rumba nevet megtartva Rumba Táncsport Egyesület néven működik.
A klub alapító tanára Zsoldos Ildikó volt, akit rövidesen Nyíri Lajos követett s tíz évig vezette eredményesen a klubot. 1982-től Megyeri László és Megyeriné Csapó Ildikó látja el a klub művészeti vezetői munkáját és klubmenedzseri feladatait.
A hetvenes évek a társastánc klub hőskora volt, azonban hamar meghozta a sikereket is. Az első országos bajnok Megyeri László és Csapó Ildikó lett. Ők képviselték Magyarországot a litvániai Kaunasban megrendezett nemzetközi táncversenyen.
A nyolcvanas évekre megváltozott a társastánc társadalmi fogadtatása és növekedett a népszerűsége is. Egyre több és fiatalabb gyermek iratkozott be a tánciskolákba. A tánciskola a nyolcvanas évek közepére már nem a felnőtté válás szimbóluma lett, hanem a gyermekek hasznos szabadidő eltöltésének egyik formája. Ebben az időben újabb bajnoki érmek születtek B osztályban Megyeri László, Csapó Ildikó, Nyíri Zoltán és Szendrei Éva jóvoltából.
Ennek az évtizednek az elején a klub tevékenységének a középpontjába - egy Nívó Díjat is eredményező - formációs táncok kerültek. Létrejött és az évtized végéig fennállt az NDK-beli TSC Blau-Silber Leuna-Merseburg e.V. táncklubbal egy szakmai cserekapcsolat is. A klub az elsők között csatlakozott az 1985-ben megalakult Magyar Táncsport Szövetséghez és aktívan vett részt annak versenyrendszerében. A számos klubközi versenyeredmény mellett Kis István és Rudner Anett országos bajnoki döntős helyezést ért el a következő évben. 1983-tól az utánpótlás nevelést Megyeriné Csapó Ildikó, majd 1986 őszétől a klub valamennyi csoportjának a szakmai vezetését Megyeri László vette át és hozzálátott egy módszerében és szemléletében új irányvonalú klub felépítéséhez, amelynek eredményei a kilencvenes évek közepére értek be.
Az 1990-es rendszerváltással együtt a klub életében is eljött a valódi önállóság és szabadság kora. Az önállóság azonban együtt járt azzal is, hogy maguknak kellett megoldaniuk az önfenntartással járó minden feladatot. A formációs táncok repertoáron tartása mellett a táncklub életében egyre nagyobb hangsúlyt kapott a verseny- és kűr tánc. Az évtized végére évente félszáz versenyen vettek részt a táncosok egyre jobb eredményeket érve el. Az évtized elején az országos bajnokságok döntősei között Kulik Béla és Vaszkó Csilla nevét olvashatjuk, akik a D junior osztályú Országos Bajnokság latin amerikai versenyének ötödik helyezettei lettek. Az évtized végén már három országos bajnoki döntőst is köszönthettek. 1999-ben Megyeri Csaba és Tímár Anita az ifjúsági C Osztályos Országos Bajnokságon negyedik, Tóth Imre és Rácz Rita az ifjúsági D és C Osztályos Országos Bajnokságon hatodik illetve ötödik helyezést ért el.
Az ezredfordulót követően nemcsak a világ változott meg, hanem a klub irányvonala valamint táncos ars poetica-ja és világszemlélete is. 2002-ben a harmincéves évfordulón a sportcsarnok forró hangulatú táncestélyén a kilencvenes évek vége sikercsapatának remek formációjával búcsúzott a régmúlt és jött el egy új korszak a klub életében. A figyelem középpontjába végleg a minőségi versenytánc került. Ebben az is közrejátszott, hogy a versenytánc sportággá vált és a táncklub is sportegyesületté alakult át. A klub vezetői és táncosai számára a világ kitágult és közelebb került. A kihívást már nemcsak a hazai bajnokságok, hanem a nemzetközi kihívások jelentették.
Az elmúlt fél évtizedben a Nemzetközi Táncsport Szövetség, az International DanceSpor Federation (IDSF) hivatalos nemzetközi versenyein hetvenhétszer jutottak döntőbe a gyomaendrődi Rumba TSE párosai és onnan elhoztak huszonhét arany, tizenhat ezüst és hat bronzérmet. A nemzetközi versenyek között olyan rangos, nagy múltú versenyek is megtalálhatók voltak, mint az angliai United Kingdom Championships vagy a németországi German Open Championships. Közülük is kiemelkedik azonban a fél évszázados múltú s ma már legendás táncverseny, a Blackpool Junior Dance Festival. 2008 tavaszán hazai tánctörténetet írva Deák András és Andor Barbara volt az első magyar pár, aki ennek a magas színvonalú világversenynek a döntőjébe jutottak.
A klub párosai sportági hivatalos világbajnokságokon is képviselték hazánkat. 2006-ban a barcelonai IDSF Junior Latin Világbajnokságon Molnár Ádám és Paróczai Rebeka, míg 2007-ben a finnországi IDSF Ifjúsági Latin Világbajnokságon Perei Péter és Sárközi Noémi. Az ezredforduló utáni évtized második felének nagyon kiváló eredményei elérésében nagy érdemei voltak a korszerű ismeretek megszerzésében és továbbadásában közreműködő új táncos generációnak, közöttük egy fiatal táncos-trénernek, Megyeri Csabának.
| 2001 - D ifjúsági standard - Megyeri Csaba és Varga Patrícia (aranyérem) 2002 - C felnőtt standard - Megyeri Csaba és Varga Patrícia (ezüstérem) - D ifjúsági standard - Gombkötő Imre és Kozma Edina (bronzérem) - C ifjúsági standard - Gombkötő Imre - Kozma Edina (bronzérem) 2004 - B felnőtt standard - Gombkötő Imre és Malina Andrea (aranyérem) - B ifjúsági latin - Kovács László és Kelemen Erika (ezüstérem) 2005 - Gyermek latin - Deák András és Andor Barbara (aranyérem) 2006 - D gyermek standard - Deák András és Andor Barbara (aranyérem) - D gyermek latin - Deák András és Andor Barbara (aranyérem) - C gyermek latin - Deák András és Andor Barbara (aranyérem) - B junior latin - Molnár Ádám és Paróczai Rebeka (aranyérem) - C gyermek latin - Kulik Andor és Paróczai Zsófia (ezüstérem) - A ifjúsági latin - Perei Péter és Sárközi Noémi (bronzérem) - C gyermek standard - Deák András és Andor Barbara (bronzérem) 2007 - C gyermek latin - Deák András és Andor Barbara (aranyérem) - C gyermek standard - Deák András és Andor Barbara (aranyérem) - B felnőtt latin - Mészáros András és Oláh Dorottya (ezüstérem) - B junior latin - Kulik Andor és Paróczai Zsófia (ezüstérem) - C junior tíztánc - Deák András és Andor Barbara (bronzérem) - C gyermek latin - Kéri Miklós és Sztankó Nanetta (bronzérem) - A felnőtt standard - Gombkötő Imre és Malina Andrea (bronzérem) 2008 - B junior latin - Kulik Andor - Paróczai Zsófia (aranyérem) - C junior standard - Deák András - Andor Barbara (ezüstérem) - B felnőtt latin - Mészáros András - Oláh Dorottya (ezüstérem) - D gyermek latin - Szendrei Balázs - Suha Vanda (bronzérem) - C ifjúsági standard - Czeglédi Dávid - Andor Nikola (bronzérem) 2009 - B junior latin - Deák András - Paróczai Zsófia (aranyérem) 2010 - D gyermek nyolctánc - Szendrei Balázs - Czeglédi Renáta (aranyérem) |

## Képgaléria

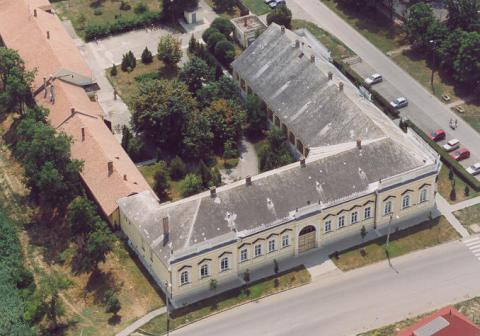
Járási hivatal
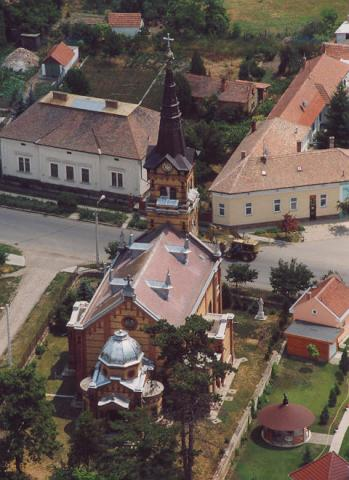
Gyomai Romai Katolikus Templom
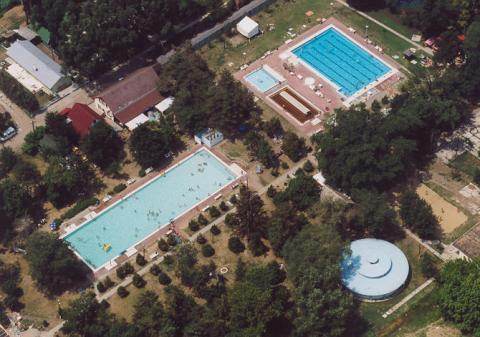
Liget Gyógyfürdő és Kemping
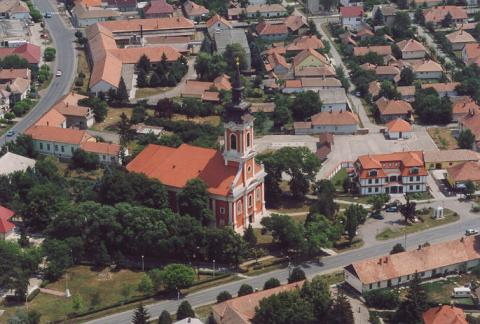
Endrődi Szemt Imre Romai Katólikus Templom
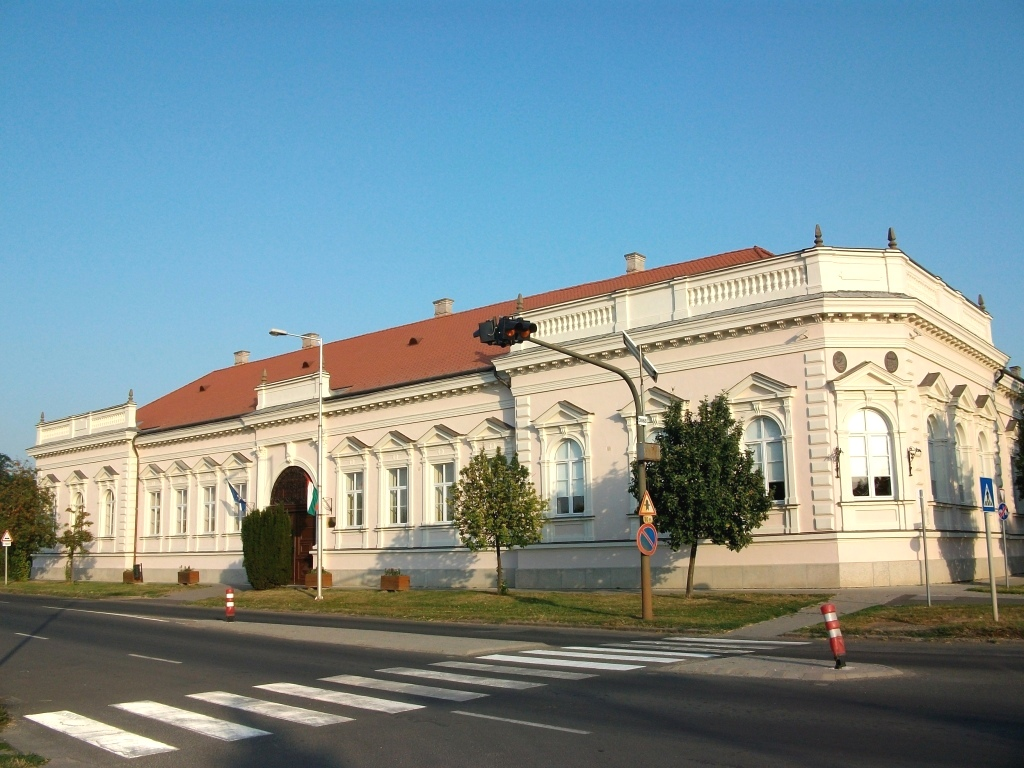
Járási hivatal
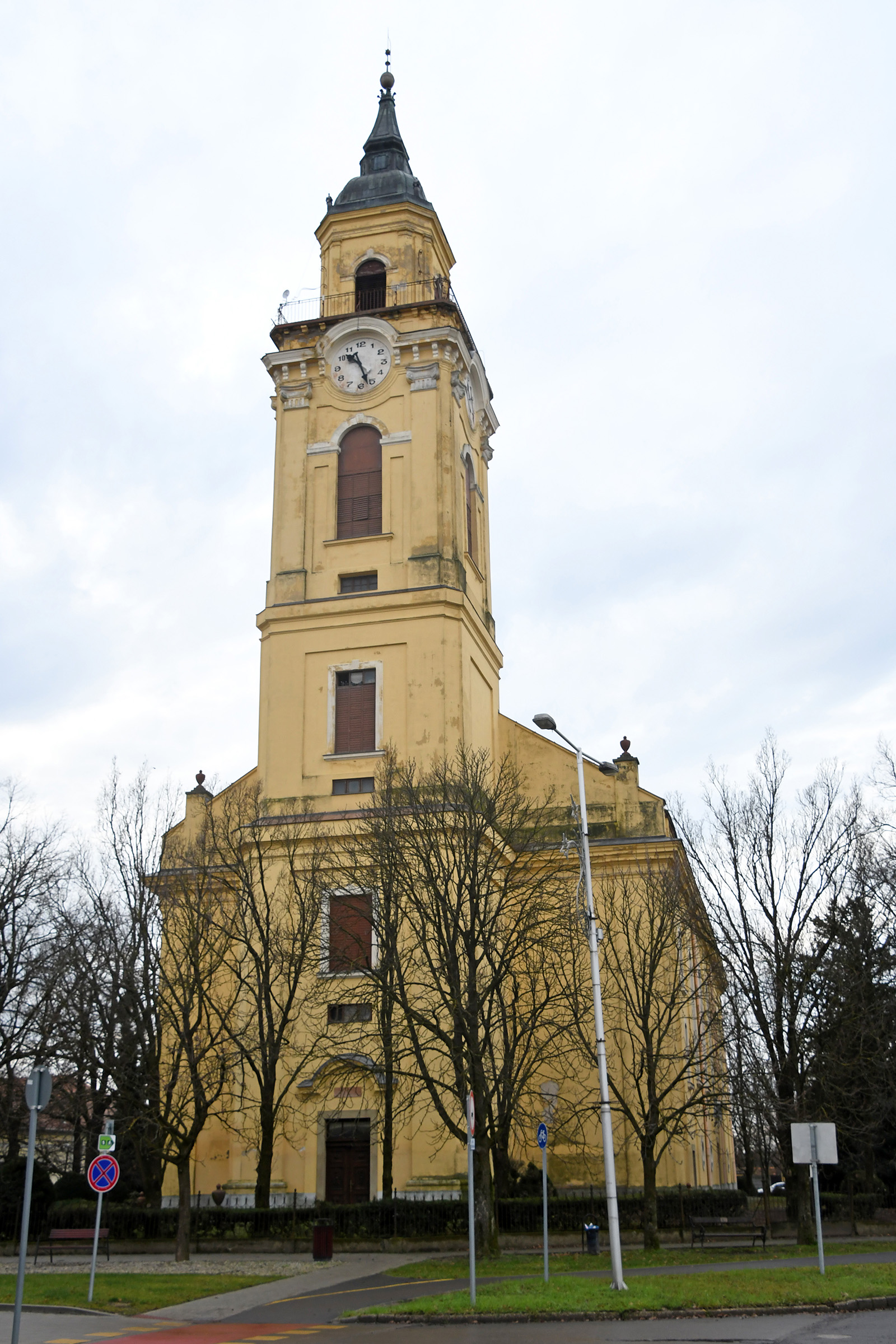
Gyomai Református Templom
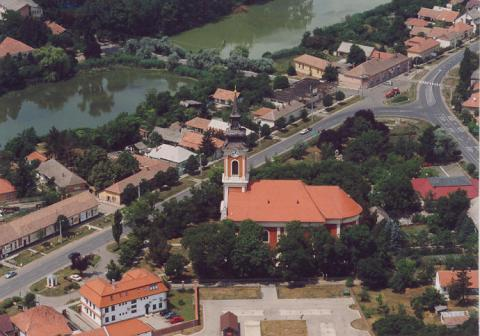
Edrőd Hösök Tere